# Cao Biền
Cao Biền (giản thể: 高骈; phồn thể: 高駢; bính âm: Gāo Pián; 821 - 24 tháng 9, năm 887), tên tự Thiên Lý (千里), là một tướng lĩnh triều Đường, một nhân vật chính trị, người đầu tiên trở thành Tiết độ sứ của Tĩnh Hải quân trong lịch sử Việt Nam.
Thoạt đầu, ông trở thành danh tướng khi đánh bại các cuộc xâm nhập của Nam Chiếu, song sau đó ông đã thất bại trong việc đẩy lui cuộc nổi dậy của Hoàng Sào, quản lý yếu kém Hoài Nam quân. Năm 887, một cuộc nổi dậy chống lại ông đã dẫn đến cảnh giao chiến khốc liệt tại Hoài Nam quân, kết quả là ông bị Tần Ngạn giam cầm rồi sát hại.

## Cuộc đời - sự nghiệp
Cao Biền là người U châu (là Bắc Kinh ngày nay), ông là cháu nội của danh tướng Cao Sùng Văn, là người đã trấn áp cuộc nổi dậy của Lưu Tịch dưới triều đại của Đường Hiến Tông. Cha của Cao Biền là Cao Thừa Minh (高承明), là ngu hậu trong Thần Sách quân. Mặc dù gia tộc của Cao Biền đã vài đời làm quan trong cấm quân, song khi còn nhỏ Cao Biền là người giỏi văn, và thường thảo luận về chuyện lý đạo với các nho sĩ. Ông có địa vị cao trong lưỡng quân của Thần Sách quân, được thăng dần đến chức "Hữu Thần Sách đô ngu hậu". Khi đang phụng sự trong Thần Sách quân, Cao Biền đã kết nghĩa huynh đệ với Chu Bảo.
Đầu triều đại của Đường Ý Tông, có một cuộc nổi dậy của người Đảng Hạng. Cao Biền xuất một vạn cấm binh đến đóng quân tại Trường Vũ thành. Khi đấy, từng có một vài tướng chống lại người Đảng Hạng song không có kết quả, duy có Cao Biền biết nắm bắt cơ hội mà dụng binh và giành được thắng lợi, được Đường Ý Tông khen ngợi. Sau đó, để đối phó với các cuộc tập kích của ngoại tộc ở phía tây, ông được chuyển đến canh giữ Tần châu, giữ chức Thứ sử, Kinh lược sứ của Tần châu, tiếp tục lập công.

## Chống Nam Chiếu tại An Nam
Năm Hàm Thông thứ 5 (863), quân Nam Chiếu (lúc này có quốc hiệu Đại Lễ) chiếm được An Nam từ tay quân Đường; các chiến dịch sau đó của quân Đường nhằm đẩy lui quân Đại Lễ đều thất bại. Năm 864, Đồng bình chương sự Hạ Hầu Tư tiến cử Kiêu vệ tướng quân Cao Biền tiếp quản quân lính dưới quyền Lĩnh Nam Tây đạo tiết độ sứ Trương Nhân (張茵) để tiến công An Nam. Cao Biền được giữ chức An Nam đô hộ, kinh lược chiêu thảo sứ.
Mùa thu năm 865, Cao Biền vẫn đang trị 25.000 binh tại Hải Môn và chưa tiến công thủ phủ Giao Chỉ của An Nam. Giám quân Lý Duy Chu (李維周) vốn không ưa Cao Biền và muốn ông bị trừ khử, vì thế đã nhiều lần thúc giục Cao Biền tiến quân. Cao Biền do đó chấp thuận đem 5.000 binh tiến trước về phía tây và hẹn Lý Duy Chu phát binh ứng viện, song sau khi Cao Biền dời đi, Lý Duy Chu kiểm soát các binh lính còn lại và không phát bất cứ viện trợ nào. Khi hay tin Cao Biền tiến quân đến, hoàng đế Đại Lễ là Thế Long khiển tướng Dương Tập Tư (楊緝思) đến cứu viện tướng trấn thủ An Nam là Đoàn Tù Thiên (段酋遷). Trong khi đó, Vi Trọng Tể (韋仲宰) đem 7.000 quân đến Phong châu hợp binh với Cao Biền đánh bại quân Đại Lễ. Tuy nhiên, khi sớ tấu chiến thắng đến Hải Môn, Lý Duy Chu đều ngăn lại và từ chối chuyển tiếp chúng đến Trường An. Đường Ý Tông thấy lạ vì không nhận được tin tức gì, khi hỏi Lý Duy Chu thì Duy Chu tấu rằng Cao Biền trú quân ở Phong châu, không tiến. Đường Ý Tông tức giận, và đến mùa hè năm 866, Hoàng đế cho hữu vũ vệ tướng quân Vương Yến Quyền (王晏權) thay thế Cao Biền trấn An Nam, triệu Cao Biền về Trường An để trách tội.
Khi nhận được lệnh phải giao quyền lại cho Vương Yến Quyền, Cao Biền đang bao vây thành Giao Chỉ, ông giao lại binh sĩ cho Vi Trọng Tể và trở về Hải Môn để gặp Vương Yến Quyền chuyển giao quyền hành. Tuy nhiên, Cao Biền đã phái tiểu hiệu Tăng Cổn (曾袞) còn Vi Trọng Tể phái tiểu sứ Vương Huệ Tán (王惠贊) đi trước để báo tin chiến thắng tại Giao Chỉ, họ cho rằng Lý Duy Chu sẽ lại ngăn cản nên đi đường vòng để tránh doanh trại của Lý Duy Chu và Vương Yến Quyền, sau đó tiến về Trường An. Khi Tăng Cổn và Vương Huệ Tán đến Trường An và dâng tấu, Đường Ý Tông hài lòng và ban chỉ thăng chức cho Cao Biền là Kiểm hiệu Công bộ thượng thư, phục quyền trấn thủ An Nam. Sau khi giao lại binh quyền, Cao Biền cùng 100 thủ túc lên đường, đến Hải Môn thì nhận được chiếu chỉ và trở lại chiến trường thành Giao Chỉ - nơi Lý Duy Chu và Vương Yến Quyền tiếp quản song đã chấm dứt bao vây. Cao Biền tiếp tục bao vây thành, đến tháng thứ 4 năm Hàm Thông thứ 7 (866) thì hạ được thành, giết chết Đoàn Tù Thiên và tù trưởng bản địa Chu Đạo Cổ (朱道古)- người liên minh với quân Đại Lễ. Khi hay tin Cao Biền chiếm được thành Giao Chỉ, Đường Ý Tông đổi An Nam đô hộ phủ thành Tĩnh Hải quân, bổ nhiệm Cao Biền là Tiết độ sứ. Cao Biền cho xây thành chu vi 3000 bộ, hơn 40 vạn gian phòng ốc, từ đó quân Đại Lễ không còn xâm phạm. Sau đó, ông cũng tiến hành một dự án lớn để loại bỏ những trở ngại tự nhiên trên thủy lộ giữa Tĩnh Hải quân và Lĩnh Nam Đông đạo, khó khăn về giao thông của Giao Chỉ được loại bỏ.

## Thiên Bình tiết độ sứ
Năm 868, Cao Biền được triệu hồi về Trường An giữ chức Hữu kim ngô đại tướng quân.
Cao Biền thỉnh triều đình để tụng tôn Cao Tầm (高潯), người đã lập được nhiều công lao trong chiến dịch chống Đại Lễ, được kế nhiệm ông trấn giữ Giao Chỉ- giữ chức Tĩnh Hải tiết độ sứ, và được chấp thuận. Thiên tử khen ngợi tài năng của Cao Biền, lần lượt đổi chức quan của ông thành kiểm hiệu công bộ thượng thư, Vận châu thứ sử, rồi Thiên Bình tiết độ sứ, ông cai trị có phép tắc khiến dân lại ngợi ca. Năm 873, khi Đường Ý Tông qua đời và Đường Hy Tông lên kế vị, Cao Biền mặc dù tại nhiệm ở Thiên Bình, song vẫn được ban chức Đồng bình chương sự.

## Tây Xuyên tiết độ sứ
Năm 874, Đại Lễ tiến công vào Tây Xuyên của Đường, Tây Xuyên tiết độ sứ Ngưu Tùng (牛叢) không kháng cự nổi. Quân Đại Lễ tiến đến thủ phủ Thành Đô rồi triệt thoái, song Ngưu Tùng sợ Đại Lễ sẽ lại tiến công nên đã tập hợp người dân khu vực xung quanh vào trong thành Thành Đô. Đường Hy Tông lệnh cho các quân xung quanh: Hà Đông, Sơn Nam Tây đạo, Đông Xuyên phát binh cứu viện Tây Xuyên, trong khi lệnh cho Cao Biền tiến đến Tây Xuyên để giải quyết "man sự". Sau đó 875, Cao Biền được bổ nhiệm là Tây Xuyên tiết độ sứ, cũng như Thành Đô doãn. Cao Biền nhận thấy sẽ phát sinh đại dịch nếu người dân đều tụ tập bên trong tường thành Thành Đô, vì thế ông đã hạ lệnh mở cổng thành cho người dân ra ngoài ngay cả trước khi ông đến thành này, người dân Thục bước đầu rất hài lòng về ông. Khi đến nơi vào mùa xuân năm 875, Cao Biền tiến hành một số cuộc tiến công nhỏ nhằm trừng phạt Đại Lễ, sau đó cho xây dựng một số thành lũy trọng yếu trên biên giới với Đại Lễ. Theo mô tả, do ông tăng cường phòng thủ, Đại Lễ không tiếp tục tiến hành các cuộc tiến công vào Tây Xuyên, song thỉnh cầu tổng tiến công Đại Lễ của Cao Biền thì bị Đường Hy Tông từ chối.
Trong cuộc tiến công năm 870 của Đại Lễ vào Thành Đô, một quan lại là Dương Khánh Phục (楊慶復) mộ được một đội quân gọi là "Đột Tương" (突將) đến tăng viện trấn thủ Thành Đô. Khi Cao Biền đến, ông đã hạ lệnh hủy bỏ nhiệm vụ của Đột Tương và thậm chí còn dừng cung cấp lương thực cho họ. Cao Biền là một tín đồ Đạo giáo mộ đạo, ông càng khiến các binh sĩ tức giận khi làm phép trước các trận chiến và tuyên bố việc này là cần thiết do binh sĩ Thục hèn yếu và sợ sệt. Ông cũng tước bỏ nhiệm vụ của các quan mà ban đầu là kẻ lại cấp thấp, lệnh dân gian đều phải dùng tiền túc mạch (mỗi xâu tiền đủ 10 đồng), nếu thiếu sẽ bị hặc tội hành lộ và mất mạng. Ông thực hiện các hình phạt nghiêm khắc, người Thục đều không ưa. Vào mùa hè năm 875, Đột Tương nổi dậy, tiến công vào phủ đình của Cao Biền, Cao Biền chạy trốn và không bị quân Đột Tương bắt được. Đô tướng Trương Kiệt suất 100 lính vào phủ đánh Đột Tương, Đột Tương triệt thoái khỏi nha môn. Sau đó, Cao Biền công khai tạ lỗi và phục chức danh và lương cho Đột Tương. Tuy nhiên, vào một đêm tháng sau đó, Cao Biền đã hạ lệnh bắt giữ và giết chết các binh sĩ Đột Tương và gia quyến của họ. Một phụ nữ trước khi lâm hình được ghi chép là mắng chửi Cao Biền:
Cao Biền, ngươi vô cớ tước bỏ chức danh, y lương của các tướng sĩ có công lao, khiến dân chúng trong thành phẫn nộ. Nhà ngươi may mắn được miễn, song không tự kiểm điểm lại tội lỗi, lại trá sát vạn người vô tội. Thiên địa quỷ thần, sao có thể cho phép người làm như vậy! Ta tất sẽ tố ngươi với Thượng đế, có ngày gia đình ngươi sẽ đều bị diệt như nhà ta hôm nay, oan ức ô nhục như ta hôm nay, sẽ phải lo sợ và đau khổ như ta hôm nay!

Cao Biền thậm chí còn muốn hành hình các binh sĩ Đột Tương không có mặt tại Thành Đô vào thời điểm xảy ra binh biến, và chỉ dừng lại khi thân lại Vương Ân (王殷) can gián, và nói rằng ông là người phụng Đạo thì cần hiếu sinh ác sát.
Năm 876, Đại Lễ khiển sứ giả đến chỗ Cao Biền cầu hòa, song lại tập kích qua biên giới không ngừng, Cao Biền xử trảm vị sứ giả này. Sau đó, Đại Lễ lại gửi "mộc giáp thư" cho Cao Biền, yêu cầu được mượn Cẩm Giang cho ngựa uống nước. Cao Biền cho xây dựng phủ thành Thành Đô, tăng cường công sự phòng ngự. Cao Biền cũng phái hòa thượng Cảnh Tiên (景先) đến Đại Lễ, đảm bảo hòa bình và nói rằng triều đình Đường sẽ gả một công chúa cho hoàng đế Thế Long. Do các hành động của ông, Đại Lễ sau đó diễn ra không còn bị quấy nhiễu.

## Kinh Nam tiết độ sứ
Năm 878, Cao Biền được bổ nhiệm làm Kinh Nam tiết độ sứ, kiêm Diêm-thiết chuyển vận sứ, tức quản lý độc quyền muối và sắt cũng như cung cấp thực phẩm cho Trường An và Lạc Dương.

## Trấn Hải tiết độ sứ
Năm 878, sau khi Chiêu thảo phó sứ Tăng Nguyên Dụ (曾元裕) đánh bại và giết chết thủ lĩnh nổi dậy Vương Tiên Chi, các tướng sĩ của Vương Tiên Chi tan rã, một phần dư đảng cướp phá Trấn Hải. Do nhiều tướng sĩ của Vương Tiên Chi xuất thân từ Thiên Bình, còn Cao Biền lại có uy danh tại Thiên Bình, Đường Hy Tông đã chuyển Cao Biền đến Trấn Hải làm tiết độ sứ, cũng như Nhuận châu thứ sử. Ông được tiến vị là kiểm hiệu tư không, tiến phong là Yên quốc công (燕国公), mục đích là khiến dư đảng của Vương Tiên Chi quy phục ông, tuy nhiên sau đó hầu hết dư đảng của Vương Tiên Chi đã gia nhập vào đội quân nổi dậy của Hoàng Sào.
Năm 879, Cao Biền khiển bộ tướng Trương Lân (張璘) và Lương Toản (梁纘) phân đạo tiến đánh Hoàng Sào, kết quả giành được thắng lợi, một số tướng của Hoàng Sào đầu hàng, trong đó có Tần Ngạn (秦彥), Tất Sư Đạc (畢師鐸), và Lý Hãn Chi (李罕之). Sau thất bại này, Hoàng Sào phải tiến về phía nam, hướng đến Lĩnh Nam Đông đạo.
Khi Hoàng Sào tiến đến gần thủ phủ Quảng châu của Lĩnh Nam Đông đạo, Cao Biền đã thượng tấu cho Đường Hy Tông, thỉnh cầu được suất quân đánh Hoàng Sào, theo đó đô tri binh mã sứ Trương Lân đem 5.000 binh thủ Sâm châu, binh mã lưu hậu Vương Trọng Nhâm (王重任) đem 8.000 lính đến chặn tại Tuần châu và Triều châu, và Cao Biền đem một vạn lính tiến thẳng đến Quảng châu đánh Hoàng Sào. Cao Biền cho rằng Hoàng Sào nghe thấy ông tiến quân đến thì tất sẽ chạy trốn, vì thế xin Đô thống Vương Đạc đem ba vạn bộ binh đến thủ tại Ngô châu, Quế châu, Chiêu châu, và Vĩnh châu nhằm đánh chặn Hoàng Sào. Tuy nhiên, Đường Hy Tông từ chối đề xuất của Cao Biền. Hoàng Sào sau đó chiếm giữ Quảng châu một thời gian, trong khi Đường Hy Tông chuyển Cao Biền sang Hoài Nam làm tiết độ sứ; tiếp tục đảm nhiệm chức Diêm-thiết chuyển vận sứ, Chu Bảo kế nhiệm Cao Biền tại Trấn Hải.

## Hoài Nam tiết độ sứ

### Chiến dịch chống Hoàng Sào
Sau khi Cao Biền chuyển đến Hoài Nam, Trương Lân tiếp tục giành được thắng lợi trước Hoàng Sào. Lô Huề do từng tiến cử Cao Biền làm đô thống, nay được phục chức Đồng bình chương sự. Lô Huề tiếp tục tiến cử Cao Biền là Chư đạo hành doanh binh mã đô thống, Đường Hy Tông chấp thuận. Trong khi đó, Cao Biền truyền hịch chinh Thiên hạ, mộ thêm 7 vạn quân, uy vọng đại chấn triều đình.
Năm 880, quốc khố hao mòn do các chiến dịch trấn áp nổi dậy, có tấu trình đề xuất buộc các phú hộ và hồ thương phải cho triều đình vay một nửa tài sản của họ. Cao Biền thượng ngôn rằng nay toàn đế chế bị ảnh hưởng bởi nạn đói lan rộng và người dân lũ lượt tham gia nổi dậy, chỉ còn các phú hộ và hồ thương là còn ủng hộ triều đình, đề xuất này có thể khiến họ cũng quay sang làm phản. Đường Hy Tông do đó hủy bỏ kế hoạch.
Vào mùa hè năm 880, Hoàng Sào trong khi Bắc phạt bị sa lầy tại Tín châu, còn quân lính bị ảnh hưởng bởi dịch bệnh từ khi còn ở Lĩnh Nam. Đương thời, khi Trương Lân chuẩn bị tiến công, Hoàng Sào thấy sẽ không chống nổi nên đã hối lộ cho Trương Lân, và viết thư cho Cao Biền thỉnh hàng. Cao Biền muốn tiếp nhận sự đầu hàng của Hoàng Sào nhằm lập công, đã thượng tấu thỉnh cầu triều đình phong cho Hoàng Sào làm tiết độ sứ. Hơn nữa, mặc dù quân tiếp viện từ các quân Chiêu Nghĩa, Cảm Hóa, và Nghĩa Vũ đang tiến đến Hoài Nam, do không muốn công lao bị chia sẻ nên Cao Biền đã thượng tấu nói rằng ông không còn cần trợ giúp và xin trả lại quân tiếp viện. Khi nhận thấy các đội quân tiếp viện rời khỏi Hoài Nam, Hoàng Sào đã cắt đứt quan hệ với Cao Biền, Cao Biền tức giận và hạ lệnh cho Trương Lân tiến công, song lúc này Hoàng Sào lại chiếm ưu thế trên chiến trường, Trương Lân tử trận.
Vào mùa thu năm 880, Hoàng Sào vượt Trường Giang tại Thái Thạch và tiến vào lãnh địa thuộc Hoài Nam. Mặc dù được Tất Sư Đạc thúc giục giao chiến, song Cao Biền trở nên lo sợ từ sau khi Trương Lân qua đời và từ chối tiến công quân Hoàng Sào. Thay vào đó, Cao Biền thỉnh cầu triều đình cứu viện khẩn cấp, khiến cho triều đình thất vọng vì họ từng tin tưởng rằng Cao Biền có thể tự thân tiêu diệt Hoàng Sào. Đường Hy Tông ban một chiếu chỉ khiển trách Cao Biền vì đã trả lại quân tiếp viện, Cao Biền thượng tấu có ý châm biến Đường Hy Tông vì Hoàng đế từng chấp thuận đề xuất trả lại quân tiếp viện của ông. Sau đó, Cao Biền xưng bệnh và từ chối giao chiến với Hoàng Sào, mối quan hệ giữa ông và triều đình từ đó lạnh nhạt đi đáng kể.
Khoảng tết năm 881, khi Hoàng Sào tiến gần đến Trường An, Đường Hy Tông đã quyết định từ bỏ kinh thành và chạy đến Tây Xuyên. Cho đến mùa xuân năm 881, Đường Hy Tông vẫn hy vọng rằng Cao Biền sẽ dẫn quân tái chiếm đông đô và kinh thành, do đó đã ban một chiếu chỉ cho phép Cao Biền bổ nhiệm các tướng lĩnh và quan lại mà ông nhận thấy phù hợp, song Cao Biền vẫn không suất quân.
Trong khi đó, khi hai con trĩ bay vào trong Quảng Lăng phủ, có thầy bói nói rằng đây là một điềm xấu, thành ấp sẽ trống rỗng. Do đó, Cao Biền đã cố gắng tránh điềm xấu bằng cách di hịch tứ phương hợp binh thảo Hoàng Sào. Ông dời khỏi thành với 8 vạn binh lính và đóng quân tại Đông Đường (東塘), ngay phía đông thành, song từ chối tiếp tục tiến quân. Cao Biền cũng lệnh cho các quân lân cận đến hợp binh, song Chu Bảo phát hiện ra rằng Cao Biền không thực tâm muốn tiến công Hoàng Sào, vì thế người này đã từ chối huy động binh sĩ Trấn Hải hợp binh với Cao Biền, cho rằng Cao Biền đang có ý muốn chống mình. Hai bên trao đổi thư tín với ngôn từ gay gắt, và sau đó, tình bằng hữu giữa họ hoàn toàn chấm dứt. Sau đó, Cao Biền dùng sự thù địch của Chu Bảo làm nguyên cớ để giải tán binh sĩ.

### Suy sụp và qua đời
Cao Biền trên danh nghĩa là Đô thống trấn áp Hoàng Sào, song ông từ chối tiến hành các hành động chống lại Đại Tề của Hoàng Sào. Tại Tây Xuyên, thị trung Vương Đạc đề xuất được giao quyền thống lĩnh các chiến dịch chống Đại Tề, và đến mùa xuân năm 882 thì Đường Hy Tông bổ nhiệm Vương Đạc là Chư đạo hành doanh đô thống, song Cao Biền vẫn được giữ chức Hoài Nam tiết độ sứ và Diêm-thiết chuyển vận sứ. Vào thời điểm này, Cao Biền ngày càng trở nên rất tin tưởng vào phương sĩ Lã Dụng Chi (呂用之), cùng kì đảng là Trương Thủ Nhất (張守一) và Gia Cát Ân (諸葛殷), đến nỗi Lã Dụng Chi nắm quyền kiểm soát quân trên thực tế, bất cứ ai dám lên tiếng chống lại Lã Dụng Chi đều phải chết.
Vào mùa hè năm 882, Đường Hy Tông ban cho ông chức Thị trung song bãi chức Diêm-thiết chuyển vận sứ. Cao Biền thấy vừa mất quyền và vừa mất lợi thì cảm thấy tức giận, sai người thảo biểu tự tố với lời lẽ bất kính, trong đó phàn nàn rằng ông không được trao đủ quyền, rằng Vương Đạc và Thôi An Tiềm (崔安潛) bất tài, so sánh Đường Hy Tông với các vị hoàng đế vong quốc Tần Tử Anh và Hán Canh Thủy Đế. Đường Hy Tông sai Trịnh Điền thảo chiếu trách cứ Cao Biền, dùng lời lẽ gay gắt, và sau đó, Cao Biền từ chối nộp bất kỳ khoản thuế nào cho triều đình.
Năm 885, Hoàng Sào bị đánh bại và Đường Hy Tông trở về Trường An, Tả Thần Sách trung úy Điền Lệnh Tư sau đó lại xung đột với Hà Trung tiết độ sứ Vương Trọng Vinh. Trước tình hình rối loạn, Tĩnh Nan tiết độ sứ Chu Mai đã lập một thành viên trong tông thất triều Đường là Lý Uân làm nhiếp chính. Chu Mai hy vọng liên minh với Cao Biền nên đã yêu cầu Lý Uân ban một chiếu chỉ bổ nhiệm Cao Biền giữ chức Trung thư lệnh, Giang Hoài diêm thiết chuyển vận đẳng sứ, Chư đạo hành doanh binh mã đô thống. Đáp lại, Cao Biền thượng tấu thỉnh Lý Uân tức vị.
Trong khi đó, Cao Biền bắt đầu nhận ra rằng Lã Dụng Chi trên thực tế là người cai quản Hoài Nam, và bản thân ông không còn có thể độc lập thi hành quyền lực. Cao Biền cố gắng kiềm chế quyền lực của Lã Dụng Chi, Lã Dụng Chi do đó bắt đầu lên kế hoạch loại bỏ Cao Biền. Đương thời, theo ghi chép thì tại Dương châu xuất hiện nhiều điềm gở, song khi Chu Bảo buộc phải chạy trốn khỏi Nhuận châu sau một cuộc binh biến vào năm 887, Cao Biền tin rằng các điềm gở này là ám chỉ đến Chu Bảo, nghĩ rằng bản thân sẽ an toàn.
Đến mùa hè năm 887, phản tướng Tần Tông Quyền chuẩn bị tiến công vào Hoài Nam, Cao Biền chuẩn bị phòng thủ. Đương thời, Tất Sư Đạc tin rằng Lã Dụng Chi tiếp theo sẽ có hành động chống lại mình, vì thế đã tập hợp binh lính cùng với Trịnh Hán Chương (鄭漢章) và Trương Thần Kiếm (張神劍) nổi dậy, bao vây Dương châu. Cao Biền bố trí phòng thủ tại quân phủ, giao cho cháu là Cao Kiệt (高傑) chỉ huy, chống lại Lã Dụng Chi. Cao Biền khiển thuộc hạ là Thạch Ngạc (石鍔) cùng ấu tử của Tất Sư Đạc đến gặp Tất Sư Đạc. Tất Sư Đạc lệnh cho ấu tử của mình về chỗ Cao Biền truyền đạt lại: "Hễ Lệnh công trảm Lã và Trương (tức Trương Thủ Nhất) để thể hiện với Sư Đạc, Sư Đạc sẽ không dám phụ ân, nguyện cho thê tử đến làm tin." Cao Biền lo sợ rằng Lã Dụng Chi có thể ra tay đồ sát gia quyến của Tất Sư Đạc, vì thế đem gia quyến của Tất Sư Đạc đến viện để bảo vệ. Từ thời điểm này, cuộc chiến tại Dương châu diễn ra giữa ba bên: Tất Sư Đạc, Cao Biền và Lã Dụng Chi.
Do không thể nhanh chóng chiếm được Dương châu, Tất Sư Đạc cầu viện Tuyên Thiệp quan sát sứ Tần Ngạn (秦彥), Tần Ngạn khiển Tần Trù (秦稠) đến tiếp viện cho Tất Sư Đạc. Ngày 17 tháng 5, Tất Sư Đạc tiến công dữ dội vào Dương châu, song bị Lã Dụng Chi phản công đánh bại. Tuy nhiên, vào thời điểm này, Cao Kiệt phát động tiến công từ quân phủ của Cao Biền, mục đích là để bắt Lã Dụng Chi và giải đến cho Tất Sư Đạc. Lã Dụng Chi biết tin thì từ bỏ Dương châu và chạy trốn. Cao Biền buộc phải gặp Tất Sư Đạc và cho người này giữ chức tiết độ phó sứ, sau đó chuyển giao toàn bộ quyền lực của Hoài Nam cho Tất Sư Đạc. Tất Sư Đạc kiểm soát được quân phủ, rồi giao nó lại cho Tần Ngạn như hứa hẹn. Tần Ngạn và Tất Sư Đạc quản thúc Cao Biền cùng gia quyến của ông tại một đạo viện.
Trong khi đó, Lã Dụng Chi đã ban một sắc lệnh nhân danh Cao Biền để lệnh cho Lư châu thứ sử Dương Hành Mật đem binh đến tăng viện cho mình. Dương Hành Mật tập hợp binh lính Lư châu và Hòa châu và tiến về Dương châu. Liên quân Dương Hành Mật và Lã Dụng Chi sau đó hợp binh với một vài đội quân khác, bao gồm quân của Trương Thần Kiếm. Mặc dù không thể nhanh chóng chiếm được Dương châu, Dương Hành Mật đã đánh bại các cuộc tiến công của Tần Ngạn và Tất Sư Đạc, Tần Ngạn và Tất Sư Đạc bắt đầu tin rằng Cao Biền dùng ma thuật để chống lại họ. Một yêu ni là Vương Phụng Tiên (王奉仙) báo với Tần Ngạn rằng một đại nhân cần phải chết để chấm dứt cực tai của Dương châu, do đó Tần Ngạn đã quyết tâm giết chết Cao Biền. Ngày 24 tháng 9, Tần Ngạn phái tướng Lưu Khuông Thì (劉匡時) đi giết chết Cao Biền, cùng các thân thích là nam giới. Thi thể của họ đều bị ném xuống một hố duy nhất.
Sau khi Dương Hành Mật chiếm được Dương châu vào cuối năm đó, ông ta bổ nhiệm tụng tôn của Cao Biền là Cao Dũ (高愈) là Phó sứ, sai đó cải táng Cao Biền và thân tộc. Tuy nhiên, trước khi Cao Biền được cải táng, Cao Dũ đã qua đời, sau đó, thuộc hạ cũ của Cao Biền là Quảng Sư Kiền (鄺師虔) đã thu táng Cao Biền.

## Đắp Đại La thành (năm 866)
La Thành, khu vực huyện Long Biên, ban đầu do Trương Bá Nghi cho đắp từ năm Đại Lịch thứ 2 đời Đường Đại Tông (767), năm Trinh Nguyên thứ 7 đời Đường Đức Tông (791), Triệu Xương đắp thêm. Đến năm Nguyên Hòa thứ 3 đời Đường Hiến Tông (808), Trương Chu lại sửa đắp lại.
Năm Trường Khánh thứ 4 đời Đường Mục Tông (824), Lý Nguyên Hỷ dời phủ trị vào huyện Long Đỗ, Tô Lịch, đắp một cái thành nhỏ, gọi là La Thành, nhưng không thành công. Cao Biền sau đó 42 năm đã cho đắp lại to lớn hơn.
Theo sử cũ thì do Cao Biền cho đắp có chu vi 1.982,5 trượng (≈6,6 km); thành cao 2,6 trượng (≈8,67 m), chân thành rộng 2,5 trượng (≈8,33 m), nữ tường bốn mặt cao 5,5 thước (≈1,83 m), với 55 lầu vọng địch, 6 nơi úng môn, 3 hào nước, 34 đường đi. Ông còn cho đắp đê vòng quanh ngoài thành dài 2.125,8 trượng (≈7,09 km), đê cao 1,5 trượng (≈5,00 m), chân đê rộng 2 trượng (≈6,66 m) và làm hơn 400.000 gian nhà. Theo truyền thuyết, do thành xây đi xây lại vẫn bị sụt ở vùng sông Tô Lịch, Cao Biền đã cho trấn yểm tại đây để làm cho đất vững, giúp việc xây cất thuận lợi hơn.
Ông là người sắc phong cho thần Long Đỗ làm Thành hoàng của Thành Đại La. Sau Năm 1010, Lý Thái Tổ dời kinh đô, đổi tên Đại La thành Thăng Long, tiếp tục sắc phong cho Long Đỗ làm Quốc đô Định bang Thành hoàng đại vương và Cao Biền làm Cao Vương. Cao Biền được cho là người cưỡi ngựa trắng trong Đền Bạch Mã, bên cạnh thần Long Đỗ.

## Các truyền thuyết dân gian
Các câu chuyện lưu truyền hiện tại về Cao Biền phần lớn đều được chép và phóng tác theo Nam Hải dị nhân liệt truyện của Phan Kế Bính, 1909.

### Trấn yểm và xây thành Đại La
Khi Cao Biền ở trấn nước Nam, giữ phủ xưng vương, đắp rộng thêm thành La Thành. Đắp xong, một buổi trưa, đứng ngoài cửa đông ngóng xem, bỗng nhiên mưa gió ầm ầm, rồi có một đám mây ngũ sắc, tự dưới đất bốc lên, khí sáng ánh ra tứ phía. Lại thấy có một người ăn mặc đường bệ, cưỡi con cầu long (rồng chưa có sừng) nửa vàng nửa đỏ, tay cầm hốt vàng, đứng trong đám mây, có bóng thấp thoáng lên xuống, lâu lâu thì tan mất.
Cao Biền lấy làm lạ lùng, nghi là ma quỉ, muốn thiết đàn cúng cấp, dùng phép trấn áp.
Đêm hôm ấy nằm mơ thấy thần lại bảo rằng:
- Xin ông chớ nghi tôi, tôi là thần chính khí ở đất Long Đỗ này, chớ không phải ma quái nào. Tôi thấy ông mới đắp xong cái thành, cho nên mừng mà hiện ra đấy thôi.
Cao Biền tỉnh dây, hội các quan lại bảo rằng:
- Ta không trị nổi được xứ này hay sao? Sao mà lắm ma quỉ hiện ra thế, hoặc là điềm gở gì đây chăng?
Chúng xin thiết đàn, bày hình tượng thần ấy, rồi dùng nghìn cân sắt, làm bùa trấn yểm. Cao Biền nghe lời lập đàn cúng bái, rồi chôn nghìn cân sắt để yểm. Hôm sau, trời đất tối tăm mù mịt, mưa gió ầm ầm, rồi có tiếng sét đánh vào chỗ yểm bùa, sắt tan vụn bay đi mất cả. Biền thấy vậy sợ hãi, mới lập đền ở trong phố để thờ thần ấy.
Về sau, vua Lý Thái Tổ thiên đô lên Thăng Long, mơ thấy thần lại mừng. Vua tỉnh dậy, sai các quan đem lễ đến tế, phong làm Thăng Long thành hoàng đại vương.
Sắc phong Lý Ông Trọng
Về cuối thời vua Hùng Vương, ở làng Thụy Hương (tục gọi là làng Chèm), huyện Từ Liêm, có một người họ Lý tên Thân, hiệu là Ông Trọng. Cao 2 trượng 6 thước, khỏe mạnh tuyệt trần. Thuở còn hàn vi, nhân có sự giết người, đáng phải tội chết. Vua thấy người cao lớn lực lưỡng, không nỡ giết.
Đến đời vua An Dương Vương, vua Thủy Hoàng nhà Tần đem binh sang xâm nước Nam. An Dương Vương xin hàng, rồi đem Lý Ông Trọng sang cống bên Tàu. Thủy Hoàng được Ông Trọng mừng lắm coi như của rất quí trong đời, dùng ngay làm Tư vệ hiệu úy.
Đến khi Thủy Hoàng đem binh đi đánh dẹp thiên hạ, thì sai Ông Trọng trấn thủ đất Lâm Thao, để phòng quân rợ vào quấy nhiễu. Ông Trọng hùng dũng, tiếng lừng lẫy một vùng, rợ Hung Nô không dám bén mảng đến cửa ải. Thủy Hoàng mới phong thêm cho Ông Trọng làm Phụ tín hầu.
Về sau, Ông Trọng cáo lão về nước nhà hưu dưỡng. Không được bao lâu, rợ Hung Nô thấy vắng Ông Trọng lại vào quấy nhiễu các sứ biên thùy. Thủy Hoàng nhớ đến Ông Trọng, sai người sang vời, thì bấy giờ người đã mất rồi. Sứ giả về tâu lại, Thủy Hoàng phàn nàn thương tiếc vô cùng, mới đúc tượng Ông Trọng bằng đồng, đặt ở ngoài cửa Tư mã cung Hàm Dương. Trong bụng để rỗng, có máy vặn cho chân tay động đậy được. Thường khi sai vài chục người chui vào trong tượng đồng vặn máy cho rung động, người rợ Hung Nô qua lại, tưởng là Ông Trọng còn sống, không dám vào quấy nhiễu nữa.
Đến đời nhà Đường, Triệu Xương sang làm Đô Hộ, nằm mơ thấy một người to tát cao lớn, đến chơi bàn giảng nghĩa sách Xuân Thu, Tả Truyện. Hỏi tên họ thì nói là Lý Ông Trọng ở làng Thụy Hương. Triệu Xương tỉnh dậy, ngày mai hỏi thăm đến chơi tận làng ấy, tra hỏi sự tích, rồi lập miếu ngay tại khu nhà cũ ông ấy để thờ.
Khi sau Cao Biền sang đánh nước Nam Chiếu, Ông Trọng hiển linh giúp Cao Biền, phá giặc thành công. Cao Biền mới sai sửa sang lại đình đài, tạc gỗ tô tượng, gọi là đền "Lý hiệu úy." Từ bây giờ trở đi, thường linh ứng lắm, dân xã có việc gì cầu đảo đến cũng nghiệm. Lịch triều cũng phong tặng làm linh ứng thượng đẳng thần. Vì ở làng Chèm cho nên tục gọi là Thánh Chèm.